# برادر بشر، خواهر فاحشه، در بوکاچوی کاملاً ممنوعه
برادر بشر، خواهر فاحشه، در بوکاچوی کاملاً ممنوعه (ایتالیایی: Fratello homo sorella bona - Nel Boccaccio superproibito) یک فیلم کمدی سکسی سبک ایتالیایی به کارگردانی ماریو سکویی است که در سال ۱۹۷۲ شد. 
عنوان اصلی ایتالیایی این فیلم یک جناس نامحترمانه از عنوان فیلم برادر خورشید، خواهر ماه (۱۹۷۲) به کارگردانی فرانکو زفیرلی و در اصل، یک نمونه از مجموعه‌ای گسترده از فیلم‌ها دربارهٔ مغازله‌ها و درگیری‌های جنسی قرون وسطایی است که همگی پس از انتشار دکامرون پیر پائولو پازولینی در سال ۱۹۷۱ ساخته شدند.

## گزیدهٔ بازیگران
- سرجو لئوناردی
- کریستا نل
- ناتسارنو ناتاله
- آنتونیا سانتیلی
- گابریلا جورجلی
- پاتریتسیا آدیوتوری